# Ferdinand Bonča
Ferdinand Bonča (tudi Ferdinand (Jožef) Vonča), slovenski frančiškan, filolog in nabožni pisec, * 26. marec 1792, Šentvid pri Ljubljani, † 31. julij 1840, Nazarje.

## Življenje in delo
Ferdinand Bonča (tudi Vonča, Wonczha) je v 19. letu starosti stopil v red manjših bratov. V duhovnika je bil posvečen leta 1817. Bil je katehet v  gimnaziji samostana Kostanjevica, tu je poučeval tudi grščino, hebrejščino ter Staro in Novo zavezo.
Bonča je bil znan pridigar. Kot pridigarja so ga vabili tudi v druge kraje. Poleti 1926 je tri zaporedne nedelje po binkoštih pridigal v Špeteru Slovenov. Te tri pridige je naslednje leto izdal v knjigi Tri pridige sa Sveto leto k'jih je pridgval v'far S.Petra per Natisoni Vidmske Shkofie III. IV. ino V. Nedelo po Binkushtih Svetiga Leto 1826 (knjigo je izdal ljubljanski založnik Jurij Leht; tisk, Celovec, 1827). Napisal je še nekaj drugih knjig, leta 1840 pa je poslovenil knjižico Družba za vedno pomoč dušam v vicah. Nedokončan rokopis so dokončali drugi in ga poslali v pregled goriškemu nadškofu Franzu Xaverju Luschinu, kar je razvidno iz pripisa na rokopisu »Admititur. Goritiane 16. novembris 1840. Franz Xav. arehiepiscopus«.